# Rafael de Biure i de Montserrat
Rafael de Biure i de Montserrat (Vallespinosa?, 1570 – Barcelona, 15 de maig de 1634) va ser baró d’Aguilar i senyor de Vallespinosa.
Fou fill d’Anna de Montserrat i Gaspar de Biure, que dicta testament el 1578. Arran de la mort del seu pare, el tiet Melcior de Biure, canonge de la catedral de Tarragona, es converteix en el seu tutor fins a 1591. En adquirir la majoria d’edat, concerta una concòrdia amb la seva mare (1593) per adquirir l’herència dinerària de Gaspar de Biure.
El 1596 va casar-se amb Agnès de Cardona-Rocabertí, amb qui va tenir una filla: Maria. En les corts celebrades el 1599, Felip II de Castella li reconeix el privilegi de noblesa.
El 1603, contactes polítics per ampliar el seu patrimoni amb la baronia de Preixens. Onze anys més tard aconsegueix prendre el control de les carlanies de Pontils i Santa Perpètua de Gaià (1614). Rafael de Biure també va lluitar, judicialment i a través del bandolerisme, per la jurisdicció de Vallvert (contra l’Orde de Sant Joan de Malta) i per les baronies de Sant Mori i Artesa, enfrontant-se respectivament als Cardona-Rocabertí i als Pons. En canvi, va mantenir una relació d’amistat amb els Queralt, senyors del comtat de Santa Coloma, territori limítrof amb el senyoriu de Vallespinosa.
Manel Güell va analitzar el posicionament de Rafael de Biure en la disputa que van viure nyerros i cadells a Catalunya. Segons Güell, fins a 1606 seria més susceptible de ser considerat com a nyerro, atès que té amistats i valedors d’aquest bàndol, com Pere de Queralt i l’arquebisbe de Tarragona Joan Terès. A partir d’aquest any, arran de l’enfrontament amb l’orde de Sant Joan, s’inclinaria més pels cadells. Güell considera que “les seves activitats bandoleres (violències i excessos) no semblen circumscriure’s més que a la defensa dels seus propis interessos”.
El 1620, en casar-se Maria de Biure amb Josep de Margarit, va associar els seus béns amb els del llinatge Margarit. En el testament realitzat el 1633, fa hereus del seu patrimoni a la parella.

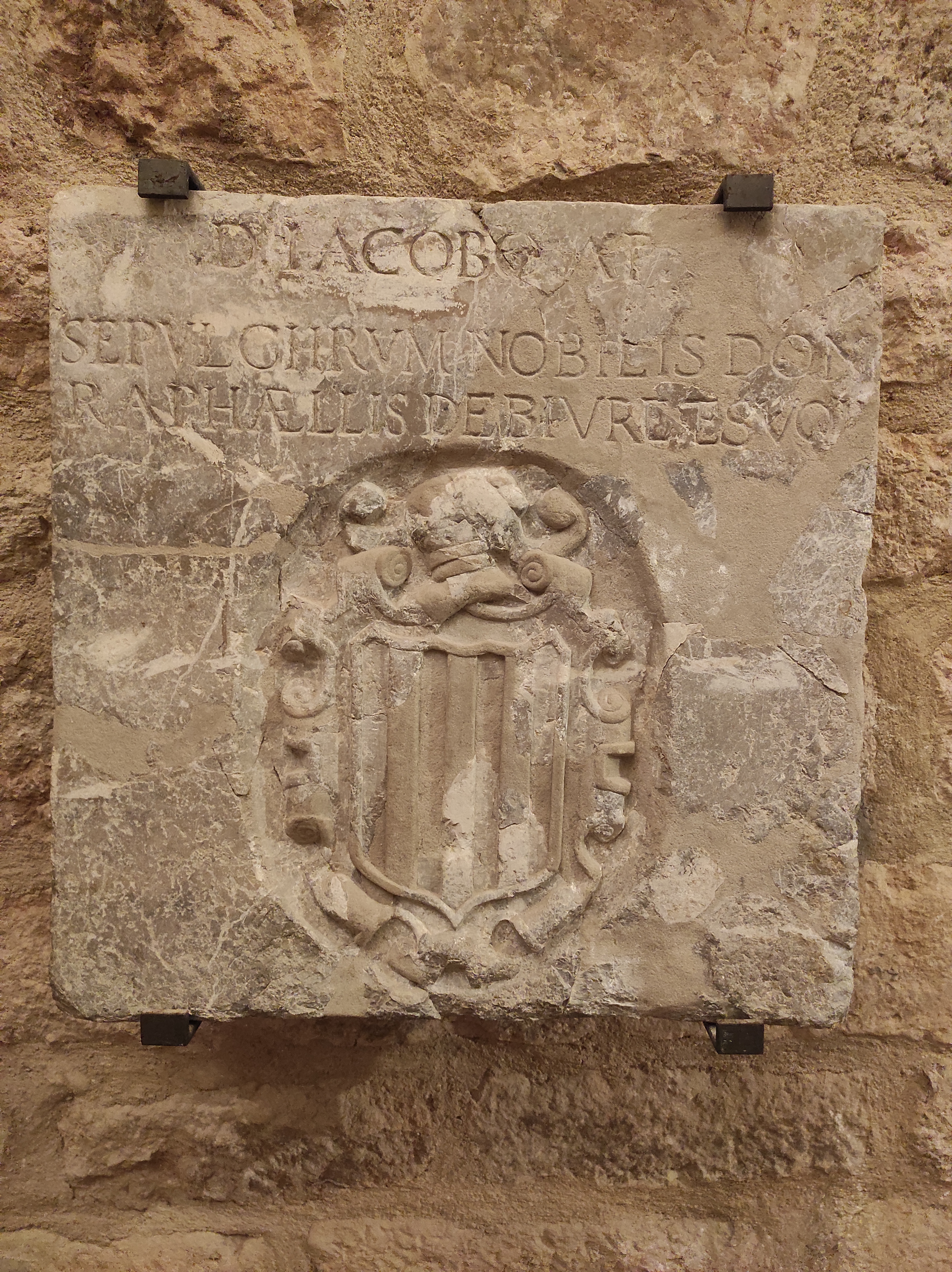
Placa del Sepulcre de Rafael de Biure, a l'Església de Sant Jaume de Vallespinosa.

Rafael de Biure mor el 15 de maig de 1634 a Barcelona. El 19 del mateix mes és enterrat a la tomba que tenia reservada al presbiteri de l’església de Sant Jaume de Vallespinosa.